# Lidbergets naturreservat
Lidbergets naturreservat är ett litet reservat i Ullångers socken i Kramfors kommun, Ångermanland. Berget ligger strax söder om tjärnen Stor-Trollvattnet. Området har skyddats framför allt för sin rika förekomst av den rödlistade långskägglaven (Usnea longissima). Lidberget är ett kalottberg och nästan hela reservatet ligger ovanför den högsta kustlinjen.

## Bildande av reservat
Skogsvårdsstyrelsen avgränsade 1994 fyra nyckelbiotoper i området. 2002 föreslog Länsstyrelsen att området skulle skyddas, i samband med att en avverkningsanmälan inkommit. Reservatet beslutades den 14 juli 2006.